# Цибульский, Захарий Михайлович
Заха́рий Миха́йлович Цибу́льский (23 марта 1817, Красноярский уезд, Томская губерния — 14 декабря 1882, Томск) — томский купец-золотопромышленник, меценат, первым удостоен звания «Почётный гражданин Томска».

## Биография
Из мещан — родился в семье волостного писаря. С 11 лет, после окончания начальной школы, работал помощником волостного писаря, писцом Ачинского окружного суда, на различных канцелярских должностях в Красноярске и Тобольске.
Женился на дочери купца Е. Д. Бобкова и стал наследником его состояния (1843).
В 1840-е годы стал управляющим на золотых приисках компании «Красильников и Бобков». К 1882 году, продолжив заниматься золотодобычей в Томской и Енисейской губерниях самостоятельно, имел в собственности 14 приисков с годовой добычей 21 пуд золота.
С 1847 года занимался благотворительностью. Содействовал деятельности Мариинского детского приюта, с 1874 года полностью содержал его, потратив на эти цели до 143 000 рублей. Вносил денежные средства в пользу Томской духовной семинарии (200 рублей в год), в 1877 году был избран почётным попечителем томского Алексеевского реального училища, внёс 15 000 рублей на развитие училища. Был одним из главных жертвователей на устройство Томского университета (внёс 140 000 рублей на строительство и ещё 18 000 рублей на стипендии студентам, а также приобрёл для Университета минералогическую коллекцию). Позиция и действия Цибульского во многом определили выбор города для строительства первого в Сибири университета в пользу Томска. Цибульский входил в состав комитета по строительству Университета, на кирпичных заводах Цибульского и П. В. Михайлова специально производился кирпич для строительства университетских зданий, Цибульский покрыл разницу стоимости кирпичей, проданных Е. Королёвым. Повелением Императора Александра III портрет Цибульского был помещён в актовом зале Университета (ныне портрет находится в Научной библиотеке ТГУ).
С 1879 по 1882 год занимал должность городского головы Томска, при этом не получал, отказавшись, должностного жалования. Активно участвовал в благоустройстве Томска, на личные средства приобретал гравий для отсыпки томских улиц.
Построил каменную церковь при арестантской роте (во имя Александра Невского, сохранилась на углу улиц Советская и Герцена).
Инициатор организации курорта на озере Шира.
В 1879 году первым удостоен звания Почётный гражданин Томска. Портрет Цибульского представлен в Галерее портретов Почётных граждан Томска в томской Думе.
Был похоронен на Вознесенском кладбище у выезда из Томска по Иркутскому тракту, могила была утрачена при ликвидации кладбища в советское время.
После кончины Цибульского его вдова внесла 150 000 рублей на достройку томского Троицкого кафедрального собора.

## Известные адреса
Томск, Набережная реки Ушайки, д. 6 — усадьба.
«Дом Иваницкого» — деревня Чебаки в Хакасии.

## Личная жизнь
Жена — Феодосья Михайловна.
Приемный сын Аркадий окончил Московское коммерческое училище, проникся революционными идеями и стал обличать отца за эксплуатацию рабочих.